# Federico Guillermo I de Mecklemburgo-Schwerin
Federico Guillermo I, duque de Mecklemburgo-Schwerin (28 de marzo de 1675 - Maguncia, 31 de julio de 1713) fue duque reinante de Mecklemburgo-Schwerin perteneciente al ducado de Mecklemburgo, desde 1692 hasta 1713.

## Primeros años de vida
Federico Guillermo era el hijo mayor del príncipe Federico de Mecklemburgo-Grabow y Cristina Guillermina de Hesse-Homburg (1653-1722).
Era sobrino del duque sin hijos Cristián Luis I de Mecklemburgo-Schwerin. Federico Guillermo sucedió a su tío el 21 de junio de 1692 como regente de la parte Schwerin del ducado de Mecklemburgo.
Después de la extinción de la línea de Mecklemburgo-Güstrow de la dinastía con la muerte del Duque Gustavo Adolfo de Mecklemburgo-Güstrow en 1695, Federico Guillermo se vio envuelto en una violenta disputa por la sucesión de su tío con Adolfo Federico II, que escaló rápidamente. Llevó al país al borde de la guerra civil y se resolvió sólo a través de la intervención de las potencias extranjeras. La disputa se terminó en 1701 por el Compromiso de Hamburgo. Mecklemburgo se dividió de nuevo en dos partes con una autonomía limitada. Los dos subprincipados, Mecklemburgo-Strelitz y Mecklemburgo-Schwerin, existieron hasta 1918. El compromiso también introdujo el derecho de sucesión del primogénito de la dinastía.

## Gobierno
En 1708, Federico Guillermo introdujo el "Estatuto de consumo y contribuciones" para superar las consecuencias fiscales de la Guerra de los Treinta Años y la Gran Guerra del Norte. Además de la imposición a los caballeros y el clero, esta ley incluye la abolición de la servidumbre, la liberación de los agricultores de la dependencia de sus propietarios. Los antiguos campesinos podían arrendar su tierra y el trabajo forzoso debía ser reemplazado por el trabajo por un salario. Esto creó un fuerte conflicto entre el duque y los terratenientes.

### Matrimonios, relaciones e hijos
Federico Guillermo se casó con Sofía Carlota de Hesse-Kassel el 2 de enero de 1704 en Kassel, quien era hija del conde Carlos I de Hesse-Kassel. La pareja no tuvo hijos.
Federico Guillermo tuvo numerosas amantes, con las que engendró al menos nueve hijos, entre ellos:
1. Carlos Luis de Mecklemburgo auf Zibühl, Lübzin y Karcheez (un hijo con Sofía Magdalena de Plüskow, murió en 1703)[2]
2. Margarita Dorotea Gredler (muerta en 1744 en Dömitz)

Una dama llamada Federica Guillermina nació 1702 en Boizenburg y murió en 1748 en Schwerin. En 1719, se casó con Hermann Cristián de Wolffradt (muerto en 1723 en Dömitz). Ella era una amante del duque Carlos Leopoldo de Mecklemburgo-Schwerin. Si ella era una hija ilegítima de Federico Guillermo es un punto de controversia en la literatura histórica.

## Fallecimiento
Federico Guillermo falleció en Maguncia el 31 de julio de 1713 a su regreso de Schlangenbad. Su esposa Sofía Carlota tomó su dote en Bützow, donde murió. Fue enterrada junto a su marido en la cripta recién construida de la iglesia de San Nicolás en Schwerin.